# Pomnik kolejarzy – ofiar faszyzmu
Pomnik kolejarzy – ofiar faszyzmu – pomnik znajdujący się w południowej części pl. 18 Stycznia w Toruniu, w pobliżu budynku dworca kolejowego Toruń Miasto. Autorem monumentu jest Michał Rosa. Pomnik powstał z inicjatywy Alojzego Liegmanna – kolejarza i dawnego hitlerowskiego więźnia osadzonego w 1939 roku w toruńskim forcie VII. Pomnik został uroczyście odsłonięty 8 maja 1976 roku. Monument składa się z czterech granitowych bloków oraz obelisku usytuowanych na niskim postumencie. Obelisk wieńczy wykonane z brązu skrzydlate koło (godło kolejarskie). Na jednym z bloków znajduje się tablica pamiątkowa z napisem: Chwała kolejarzom – ofiarom faszyzmu. Pomnik odnowiono w trakcie budowy węzła przesiadkowego przy dworcu Toruń Miasto.